# André Guelfi
André Guelfi (Mazagan, 6 mei 1919 – Saint-Barthélemy, 28 juni 2016) was een Frans Formule 1-coureur.
Hij reed eenmaal een grand prix: de Grand Prix van Marokko van 1958 voor het team Cooper. Guelfi reed ook verschillende races buiten de Formule 1.
Guelfi werd 97 jaar oud.